# ناثان جي. كابلان
ناثان جي. كابلان هو قاضي وسياسي أمريكي، ولد في 29 يونيو 1910، وتوفي في 15 مارس 1997. نشط حزبياً في الحزب الديمقراطي. وقد انتخب عضو مجلس نواب إلينوي ‏.